# Diender
Diender ist eine Gemeinde (commune) im Département Thiès der Region Thiès, gelegen im zentralen Westen Senegals. Sie besteht aus dem namensgebenden Hauptort (chef-lieu) Diender Guedj sowie weiteren Dörfern (villages) und Weilern (hameaux).

## Geographische Lage
Diender liegt im Hinterland der Grande-Côte in dem Feuchtgebiet der Zone des Niayes. Das Gemeindegebiet legt sich als Kragengemeinde um Kayar, die einzige Küstenstadt Senegals nördlich von Dakar. Der Hauptort Diender Guedj liegt zehn Kilometer nordwestlich der Regional- und Départementspräfektur Thiès und 43 Kilometer nordöstlich von Dakar. Das Gemeindegebiet hat eine Fläche von 116,10 km². Benachbarte Kommunen sind neben Kayar im Uhrzeigersinn Notto Gouye Diama im Norden, Mont Rolland im Osten, Keur Moussa im Süden und im Westen Bambylor.
Im Gemeindegebiet wurde eine Reihe von Brunnen gebohrt, um den Wasserbedarf der wachsenden Bevölkerung der Metropolregion Dakar zu decken, worunter die Trinkwasserversorgung der örtlichen Bevölkerung leidet und was schon zu Unruhen geführt hat, weil sie an die Wasserförderung aus diesen Brunnen nicht angeschlossen wurde.

## Geschichte
Das Dorf Diender Guedj war seit 1972 Hauptort einer Landgemeinde (communauté rurale). Im Jahr 2014 erhielt Diender, wie in Senegal alle communautés rurales, den landesweit einheitlichen Status einer Gemeinde (commune).

## Bevölkerung
Die letzten Volkszählungen ergaben jeweils folgende Einwohnerzahlen:
| Jahr | Einwohner |
| ---- | --------- |
| 2002 | 22.593    |
| 2013 | 33.312    |
| 2023 | 44.358    |

## Verkehr
Durch die Gemeinde Diender führt die seit 2012 als Nationalstraße klassifizierte N 8. Sie beginnt in Rufisque und verbindet bis Saint-Louis entlang der Küstenlinie der Grande-Côte die Ortschaften der Niayes im fruchtbaren Hinterland der Küstendünen miteinander.